# Wasserturm Remscheid-Reinshagen

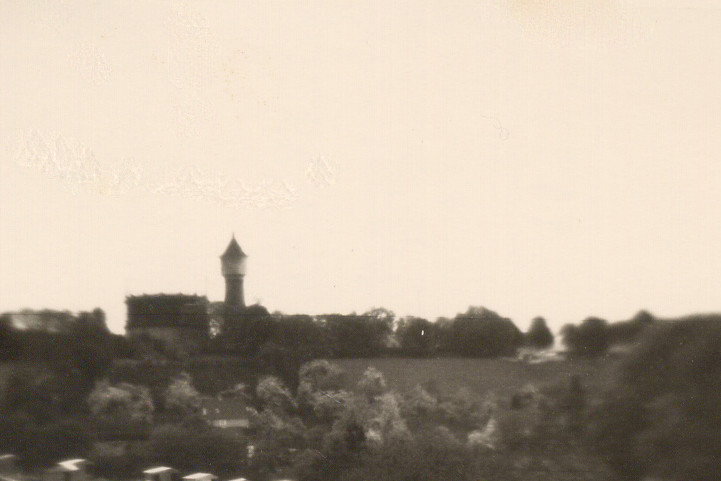
Wasserturm in Remscheid-Reinshagen im April 1968

Der Wasserturm Remscheid-Reinshagen war ein Wasserturm und ehemaliges Wahrzeichen des Remscheider Ortsteils Reinshagen. Er wurde 1906 gebaut und am 15. Januar 1907 in Betrieb genommen. Der Turm war 46,41 m hoch und stand auf einer Bodenhöhe von 260 m ü. NN. Der Bau kostete 37.500 Mark. Der Behälter fasste 350 m², der Sockel maß im Durchmesser 9,88 m. Der höchste Wasserspiegel lag in 35 m Höhe (=295 m ü. NN). Die eiserne Dachkonstruktion hatte ein Gewicht von 26.600 kg.
Bis zur Stilllegung versorgte der Turm die Remscheider Ortsteile Reinshagen, Westhausen und den Solinger Stadtteil Unterburg mit Trinkwasser.

## Sprengung
Der moderne Stand der Fördertechnik war mit dem alten Turm nicht mehr zu realisieren, daher nahmen die Remscheider Stadtwerke den Turm im Juni 1979 außer Betrieb und unterbrachen die Verbindung zum Wasserrohrnetz. Sie sahen sich außerstande, den Turm zu erhalten und gaben ihn zu einem Niedrigstpreis zum Verkauf frei. Es fand sich jedoch kein Käufer, der die hohen Sanierungskosten tragen wollte. Auch die Idee, im Turm ein Aussichtsrestaurant einzurichten, scheiterten an den zu hohen Umbaukosten.
Der Landeskonservator des Landes Nordrhein-Westfalen stufte den Turm als "nicht erhaltenswertes Industriedenkmal" ein, daher wurde er am 29. Mai 1980 gegen 15 Uhr durch eine Stolberger Firma mit 20 kg Sprengstoff gesprengt. Er fiel in östlicher Richtung auf Brachland. Der Abriss kostete 50.000 Mark. Das Gelände ist heute mit Wohnhäusern bebaut.